# Oibibio

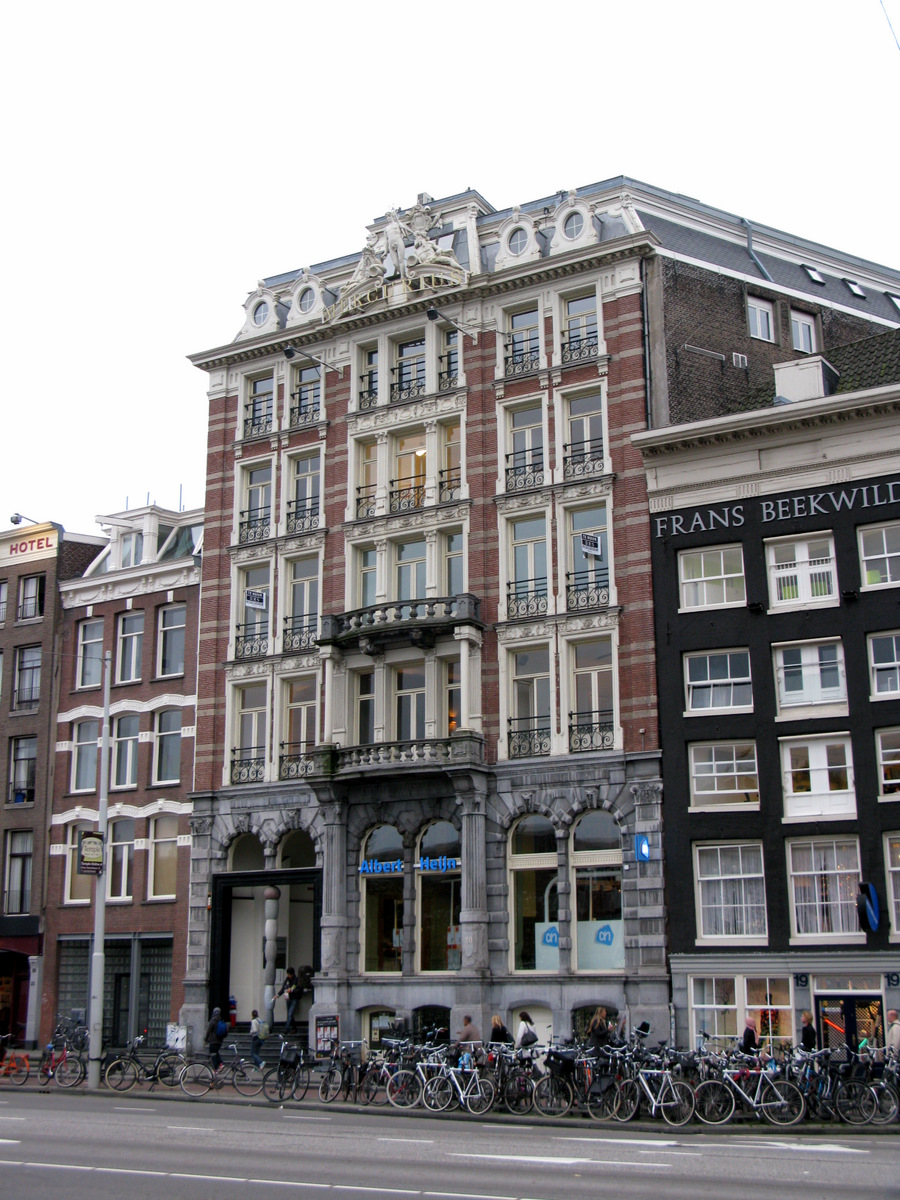
Prins Hendrikkade 20-21 Amsterdam (Gebouw Mercurius)

Oibibio (een palindroom zonder betekenis) was in de jaren negentig een spiritueel centrum in Amsterdam.

## Geschiedenis
Het concept van een multifunctioneel new-agecentrum werd bedacht door Ronald Jan Heijn en zijn oud studiegenoot Heine Wind. De hoofdvestiging was in Gebouw Mercurius gelegen aan Prins Hendrikkade 20-21 in Amsterdam en werd in 1991 geopend. In het pand was een winkel en een café-restaurant gehuisvest en er waren oefenruimten aanwezig voor onder andere yogalessen. Binnen het concept was ook plaats voor een eigen radiostation, Oibibio Radio. Na enkele succesvolle jaren raakte de ontmoetingsplaats in financiële problemen. In mei 1999 nam woningcorporatie Het Oosten het gebouw in Amsterdam over, waar Oibibio per 1 juni 1999 verder ging onder de naam Oininio. In januari 2000 ging het centrum definitief dicht. Debet hieraan was een te snelle groei: het bedrijf had al spoedig nevenvestigingen in Groningen, Nijmegen en Roermond, alsmede een onvoorzichtig uitgavenpatroon. Heijn, die 32 miljoen gulden in Oibibio had geïnvesteerd, was enkele weken eerder al persoonlijk failliet verklaard. Sinds oktober 2009 is in het pand aan de Prins Hendrikkade een vestiging van Albert Heijn gevestigd.

## Trivia
- Anno 2018 is er een website oibibio, maar deze heeft geen relatie.[bron?]
- Reportage van een Open Dag bij Oibibio (1998)